# A.C. Monza
Associazione Calcio Monza là một câu lạc bộ bóng đá Ý có trụ sở tại Monza, Lombardy, Ý. Được thành lập vào năm 2015 với tên S.S.D. Monza 1912, đây là sự kế thừa cho câu lạc bộ được thành lập vào ngày 1 tháng 9 năm 1912 với tên gọi Monza FootBall Club. Đội bóng đã trải qua nhiều cuộc cải tổ và sáp nhập, cuối cùng là Associazione Calcio Monza Brianza 1912, tuyên bố phá sản và bị trục xuất khỏi bóng đá chuyên nghiệp vào cuối mùa giải 2014.
Monza là một trong những đội bóng Ý tham gia nhiều nhất ở Serie B, tham gia 38 mùa, lần cuối cùng là trong mùa giải 2000-01. Mùa giải 2021-2022 đội đứng thứ 4 Serie B và chiến thắng vòng play-off để lần đầu tiên trong lịch sử của mình, đội bóng được thăng hạng lên giải đấu cao nhất Ý là Serie A. Monza giữ kỷ lục vô địch tại Coppa Italia Serie C, bốn lần. Họ cũng giành được bốn chức vô địch Serie C, một cúp Anh-Ý và một Coppa delle Alpi.
Được biết đến với cái tên i Bagaj ("Những chàng trai"), màu sắc của Monza theo truyền thống là đỏ và trắng. Họ đã chơi ở sân vận động Brianteo từ năm 1988.

## Lịch sử
Lịch sử của câu lạc bộ bắt đầu vào năm 1912, khi sự hợp nhất của các xã hội thành phố khác nhau đã mang lại sự sống cho Câu lạc bộ bóng Monza. Bắt đầu từ Terza Categoria, câu lạc bộ đã leo lên "chiếc thang" bóng đá Ý trong những năm 1920 và 1930. Năm 1939, mặc dù vẫn chơi ở Terza Divisione, câu lạc bộ đã lọt vào tứ kết Coppa Italia (đội duy nhất ở cấp độ này có thể đạt được kết quả tương tự là Bari năm 1984, sau đó bị Alessandria vượt qua vào năm 2016 bán kết). Năm 1951, Monza được thăng hạng lên Serie B và ở lại trong mười lăm năm, trước khi quay trở lại Serie C. Quay trở lại giải hạng hai ngay lập tức, Monza đã mở chu kỳ thành công đầu tiên vào giữa những năm bảy mươi, khi được ghi nhận nhờ thành tích tại Coppa Italia Serie C: họ đã chơi ba trận chung kết liên tiếp, giành hai chiến thắng đầu tiên trước Lecce và Sorrento, nhưng thua vào năm 1976 trong cuộc đối đầu thứ hai với Apulian. Vào cuối mùa giải, đội đã giành Cup Anh-Ý trong trận chung kết với Wimbledon FC. Vào cuối những năm bảy mươi, câu lạc bộ Lombard đã tiến gần đến việc thăng hạng lên Serie A, nhưng đã mất cơ hội hai trận đấu từ cuối mùa giải.
Giữa thập niên tám mươi và chín mươi, Monza chứng kiến một kỷ nguyên thành công giữa giải hạng hai và ba: năm 1988 và 1991 họ đã giành được Coppa Italia Serie C, cả hai lần đối đầu với Palermo. Năm 1996, câu lạc bộ đã thua trong trận chung kết Coppa Italia Serie C trước Empoli. Vào đầu những năm 2000, câu lạc bộ trở lại Serie C1 một lần nữa và vào giữa những năm 2000, sau khi thua trận chung kết Coppa Italia Serie C với Salernitana, Monza tham gia quản trị và bắt đầu lại từ Serie D. Năm 2017, câu lạc bộ đã giành được Serie D và trở lại Serie C, trước khi thua trận chung kết Coppa Italia Serie C thứ tư vào năm 2019, trước Viterbese.

## Người ủng hộ

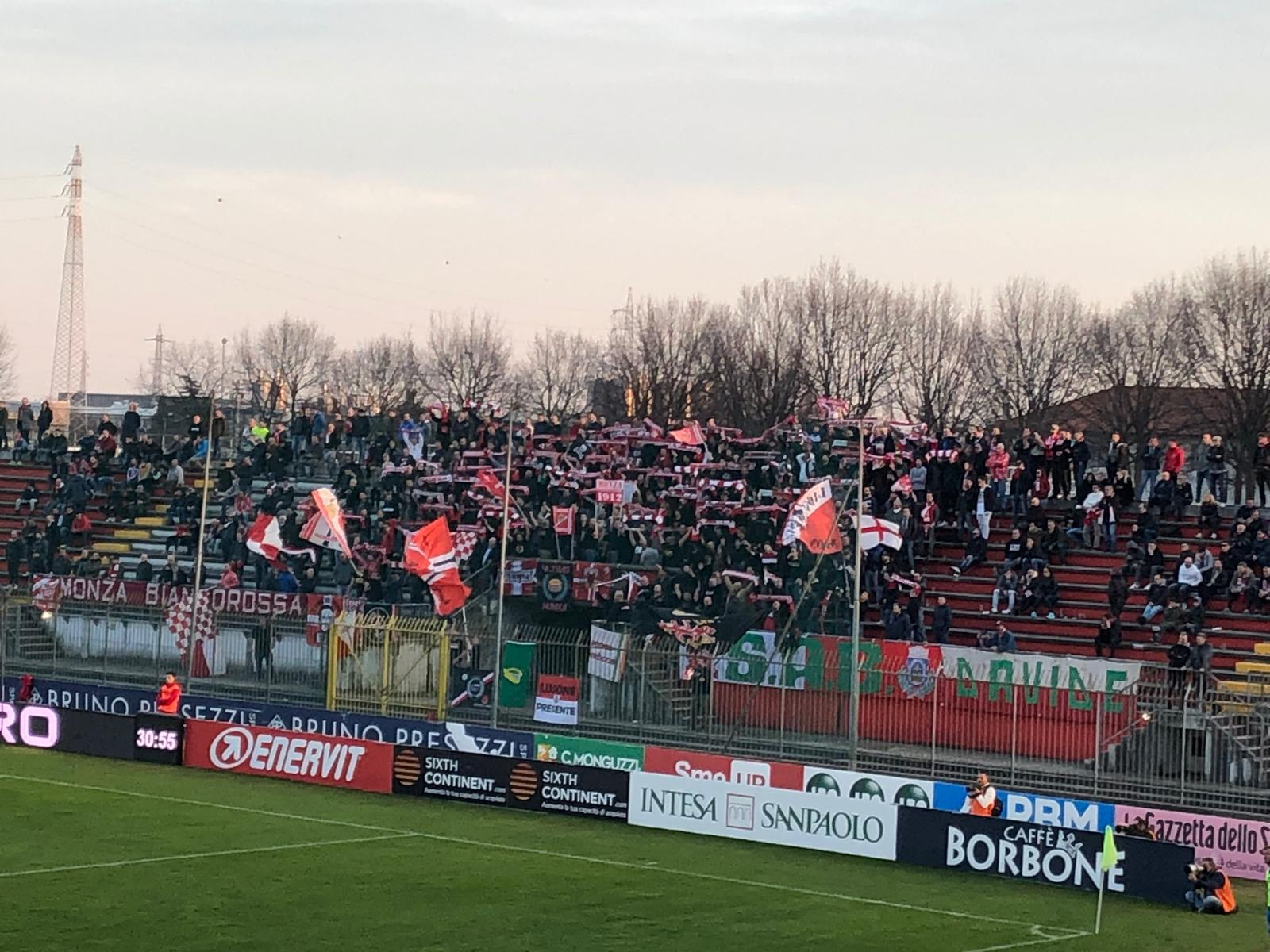
Người hâm mộ Monza trong Curva Davide Pieri vào năm 2019.

Vào cuối những năm 1980, nhóm ủng hộ ở South Curve là Eagles Monza; Sau khi giải thể Eagles năm 1992, vào năm 1993, sự kết hợp của các nhóm còn lại đã tạo ra Jacentù Brianzola.
Năm 1994, nhóm SAB (có nghĩa là Semper al Bar - Luôn luôn đến quán bar). Lúc đầu, nó là một nhóm kín chuyên ăn uống, tổ chức với ô tô riêng; Nó được tạo ra nếu quán bar trong sân vận động không có đồ uống có cồn.
Năm 2001, Gioventù Brianzola giải thể và SAB vẫn là nhóm duy nhất trong Davide Pieri Curve: từ đó trở đi, ông bắt đầu tổ chức chuyển xe và các chuyến tàu đặc biệt. Năm 1999, ông được gia nhập bởi Tập đoàn Graziosa. South Curve phía Nam của Brianteo, còn được gọi là Curve Davide Pieri để tưởng nhớ một người hâm mộ trẻ đã chết sớm vào tháng 12 năm 1998. Tòa án báo chí của sân vận động có tiêu đề trong ký ức của Claudio Parma, nhà báo và người hâm mộ, người đã chết vào tháng 7 năm 2008.

## Danh hiệu

### Quốc nội
Serie C
- Vô địch (4): 1946-47; 1950-51; 1966-67; 1975-76

Coppa Italia Serie C
- Vô địch (4): 1973 7474; 1974167575; 19878888; 1990

Prima Divisione
- Vô địch (1): 1933 trận34

Seconda Divisione
- Vô địch (1): 1926 trận27

Serie D
- Vô địch (1): 2016 1817

### Châu âu
Cúp Anh-Ý
- Vô địch (1): 1976

Coppa delle Alpi
- Vô địch (1): 1961

## Cầu thủ

### Đội hình hiện tại
Ghi chú: Quốc kỳ chỉ đội tuyển quốc gia được xác định rõ trong điều lệ tư cách FIFA. Các cầu thủ có thể giữ hơn một quốc tịch ngoài FIFA.
| Số | VT | Quốc gia             | Cầu thủ                                  |
| -- | -- | -------------------- | ---------------------------------------- |
| 1  | TM | Ý                    | Alessio Cragno                           |
| 4  | HV | Ý                    | Armando Izzo                             |
| 5  | HV | Ý                    | Luca Caldirola                           |
| 6  | TV | Ý                    | Roberto Gagliardini                      |
| 10 | TĐ | Ý                    | Gianluca Caprari                         |
| 11 | TĐ | Bosna và Hercegovina | Milan Đurić                              |
| 12 | TV | Ý                    | Stefano Sensi                            |
| 13 | HV | Bồ Đào Nha           | Pedro Pereira                            |
| 14 | TĐ | Ý                    | Daniel Maldini                           |
| 17 | TĐ | Ý                    | Davide Diaw                              |
| 19 | HV | Ý                    | Samuele Birindelli                       |
| 20 | TĐ | Anh                  | Omari Forson                             |
| 21 | TM | Ý                    | Semuel Pizzignacco (mượn từ Feralpisalò) |
| 22 | HV | Tây Ban Nha          | Pablo Marí                               |

| Số | VT | Quốc gia   | Cầu thủ                                |
| -- | -- | ---------- | -------------------------------------- |
| 24 | TĐ | Croatia    | Mirko Marić                            |
| 27 | TV | Ý          | Mattia Valoti                          |
| 30 | TM | Ý          | Stefano Turati (mượn từ Sassuolo)      |
| 32 | TV | Ý          | Matteo Pessina (đội trưởng)            |
| 33 | HV | Ý          | Danilo D'Ambrosio                      |
| 37 | TĐ | Ý          | Andrea Petagna                         |
| 38 | TV | Pháp       | Warren Bondo                           |
| 42 | TV | Ý          | Alessandro Bianco (mượn từ Fiorentina) |
| 44 | HV | Ý          | Andrea Carboni                         |
| 47 | TĐ | Bồ Đào Nha | Dany Mota                              |
| 69 | TM | Ý          | Andrea Mazza                           |
| 77 | TV | Hy Lạp     | Giorgos Kyriakopoulos                  |
| 80 | TĐ | Ý          | Samuele Vignato                        |
| 84 | TĐ | Ý          | Patrick Ciurria                        |

### Các cầu thủ khác theo hợp đồng
Ghi chú: Quốc kỳ chỉ đội tuyển quốc gia được xác định rõ trong điều lệ tư cách FIFA. Các cầu thủ có thể giữ hơn một quốc tịch ngoài FIFA.
| Số | VT | Quốc gia | Cầu thủ        |
| -- | -- | -------- | -------------- |
| —  | TĐ | Ý        | Tommaso Marras |

### Cho mượn
Tính đến ngày 3/9/2024
Ghi chú: Quốc kỳ chỉ đội tuyển quốc gia được xác định rõ trong điều lệ tư cách FIFA. Các cầu thủ có thể giữ hơn một quốc tịch ngoài FIFA.
| Số | VT | Quốc gia | Cầu thủ                                             |
| -- | -- | -------- | --------------------------------------------------- |
| —  | TM | Ý        | Michele Di Gregorio (tại Juventus đến 30/6/2025)    |
| —  | TM | Ý        | Alessandro Sorrentino (tại Frosinone đến 30/6/2025) |
| —  | HV | Bulgaria | Valentin Antov (tại Cremonese đến 30/6/2025)        |

| Số | VT | Quốc gia        | Cầu thủ                                       |
| -- | -- | --------------- | --------------------------------------------- |
| —  | TV | Ý               | Andrea Colpani (tại Fiorentina đến 30/6/2025) |
| —  | TV | Guinea Xích Đạo | José Machín (tại Frosinone đến 30/6/2025)     |